# 2002 PG153
2002 PG153, também escrito como 2002 PG153, é um objeto transnetuniano que está localizado no Cinturão de Kuiper, uma região do Sistema Solar. Este objeto é classificado como um cubewano. Ele possui uma magnitude absoluta de 9,1 e tem um diâmetro estimado com cerca de 67 km.

## Descoberta
2002 PG153 foi descoberto no dia 15 de agosto de 2002 pelos astrônomos M. J. Holman, J. J. Kavelaars, T. Grav e W. Fraser.

## Órbita
A órbita de 2002 PG153 tem uma excentricidade de 0,083 e possui um semieixo maior de 45,029 UA. O seu periélio leva o mesmo a uma distância de 41,284 UA em relação ao Sol e seu afélio a 48,775 UA.